# Mimela leporalis
Mimela leporalis är en skalbaggsart som beskrevs av Gilbert John Arrow 1917. Mimela leporalis ingår i släktet Mimela och familjen Rutelidae. Inga underarter finns listade i Catalogue of Life.